# Il Giallo Mondadori dal 2001 al 2100
|  | I 100 precedenti: Il Giallo Mondadori dal 1901 al 2000 |

## Dal n.2001 al n.2100
| N.   | Titolo italiano                    | Autore                             | Titolo originale                         | Pubblicazione     |
| ---- | ---------------------------------- | ---------------------------------- | ---------------------------------------- | ----------------- |
| 2001 | Killer in campo                    | Ilie Năstase                       | Tie Break                                | 7 giugno 1987     |
| 2002 | Un'innocenza da dimostrare         | Dave Pedneau                       | Presumption of Innocence                 | 14 giugno 1987    |
| 2003 | Era già morto                      | Barbara Paul                       | But He Was Already Dead When I Got There | 21 giugno 1987    |
| 2004 | L'uomo che uccise Lewis Vance      | Stuart M. Kaminsky                 | The Man Who Shot Lewis Vance             | 28 giugno 1987    |
| 2005 | Troppo bella per vivere            | Domizia Drinna                     |                                          | 5 luglio 1987     |
| 2006 | Gli amici di Agatha                | Thomas Hauser                      | Agatha's Friends                         | 12 luglio 1987    |
| 2007 | Ragnatele                          | Margaret Millar                    | Spider Webs                              | 19 luglio 1987    |
| 2008 | Di amore si muore                  | Masako Togawa                      | The Lady Killer                          | 26 luglio 1987    |
| 2009 | Nero Wolfe e il quarto potere      | Robert Goldsborough                | Death on Deadline                        | 2 agosto 1987     |
| 2010 | Dormi mentre canto                 | L.R. Wright                        | Sleep While I Sing                       | 9 agosto 1987     |
| 2011 | Veleno per l'87º Distretto         | Ed McBain                          | Poison                                   | 16 agosto 1987    |
| 2012 | Giochi nella notte                 | Collin Wilcox                      | Night Games                              | 23 agosto 1987    |
| 2013 | L'intruso del piano di sopra       | Margaret Yorke                     | The Scent of Fear                        | 30 agosto 1987    |
| 2014 | Qualcosa galleggia sull'acqua      | Ted Wood                           | Dead in the Water                        | 6 settembre 1987  |
| 2015 | La paga del peccato                | Robert Player                      | The Month of the Mangled Models          | 13 settembre 1987 |
| 2016 | Caduta mortale                     | Bill Pronzini                      | Deadfall                                 | 20 settembre 1987 |
| 2017 | Il caso è l'assassino              | Jill McGown                        | An Evil Hour                             | 27 settembre 1987 |
| 2018 | A fuoco incrociato                 | Bill Knox                          | The Crossfire Killings                   | 4 ottobre 1987    |
| 2019 | Centoventi ore per morire          | Francis M. Nevins jr.              | The 120-Hour Clock                       | 11 ottobre 1987   |
| 2020 | Complesso di colpa                 | Marian Skedgell                    | Farm Boy                                 | 18 ottobre 1987   |
| 2021 | Corpi in vendita                   | Robert Barnard                     | Bodies                                   | 25 ottobre 1987   |
| 2022 | Povera Hannah                      | Thomas Hauser                      | Dear Hannah                              | 1º novembre 1987  |
| 2023 | Pallida come neve                  | Jimmy Sangster                     | Snowball                                 | 8 novembre 1987   |
| 2024 | Il coraggio della paura            | Margaret Yorke                     | Safely to the Grave                      | 15 novembre 1987  |
| 2025 | Un caso scottante                  | Hugh Pentecost                     | Death by Fire                            | 22 novembre 1987  |
| 2026 | L'innocenza secondo Spenser        | Robert B. Parker                   | Ceremony                                 | 29 novembre 1987  |
| 2027 | Un salmo per chi muore             | Will Harriss                       | The Bay Psalm Bock Murder                | 6 dicembre 1987   |
| 2028 | Diario in rosso                    | William G. Tapply                  | The Marine Corpse                        | 13 dicembre 1987  |
| 2029 | Equazione di morte                 | Erik Rosenthal                     | The Calculus of Murder                   | 20 dicembre 1987  |
| 2030 | Nessuno andrà lontano              | Ted Wood                           | Murder on Ice                            | 27 dicembre 1987  |
| 2031 | La resa dei conti                  | Neville Steed                      | Tinplate                                 | 3 gennaio 1988    |
| 2032 | Addio per sempre                   | Ruth Rendell                       | Shake Hands for Ever                     | 10 gennaio 1988   |
| 2033 | All'origine del male               | Edward Mathis                      | Dark Streaks and Empty Places            | 17 gennaio 1988   |
| 2034 | Presunto colpevole                 | Martin Meyers                      | The Suspect                              | 24 gennaio 1988   |
| 2035 | Sotto contratto                    | Liza Cody                          | Under Contract                           | 31 gennaio 1988   |
| 2036 | Elementi di dubbio                 | Dorothy Simpson                    | Elements of Doubt                        | 7 febbraio 1988   |
| 2037 | Il settimo cruciverba              | Herbert Resnicow                   | The Seventh Crossword                    | 14 febbraio 1988  |
| 2038 | Champagne e veleni                 | John Penn                          | Unto the Grave                           | 21 febbraio 1988  |
| 2039 | Dove non muore nessuno             | Carolyn Wheat                      | Where Nobody Dies                        | 28 febbraio 1988  |
| 2040 | Delitti a Sarvice Valley           | Sharyn McCrumb                     | Lovely in Her Bones                      | 6 marzo 1988      |
| 2041 | Stagione di suicidi                | Rex Burns                          | Suicide Season                           | 13 marzo 1988     |
| 2042 | Morire d'amore                     | John Lutz                          | Ride the Lightning                       | 20 marzo 1988     |
| 2043 | Lampo di genio                     | Stuart M. Kaminsky                 | Smart Moves                              | 27 marzo 1988     |
| 2044 | Marina con figure morte            | Roy Hart                           | Seascape With Dead Figures               | 3 aprile 1988     |
| 2045 | Ricordo di Madelaine               | Joseph Louis                       | Madelaine                                | 10 aprile 1988    |
| 2046 | Ombre rosse a Raven Lake           | William G. Tapply                  | Dead Meat                                | 17 aprile 1988    |
| 2047 | Il passato di Reid Bennett         | Ted Wood                           | Live Bait                                | 24 aprile 1988    |
| 2048 | Il dodicesimo giurato              | B. M. Gill                         | The Twelfth Juror                        | 1º maggio 1988    |
| 2049 | Timor mortis                       | Will Harriss                       | Timor mortis                             | 8 maggio 1988     |
| 2050 | Colpevole di suicidio              | Howard Engel                       | The Suicide Murders                      | 15 maggio 1988    |
| 2051 | Tempesta d'autunno                 | Shizuko Natsuki                    | The Third Lady                           | 22 maggio 1988    |
| 2052 | Guai in vista per James Reed       | Jimmy Sangster                     | Blackball                                | 29 maggio 1988    |
| 2053 | Che perda il migliore              | R.D. Rosen                         | Strike Three You're Dead                 | 5 giugno 1988     |
| 2054 | La vendetta viene da lontano       | Sue Grafton                        | D Is For Deadbeat                        | 12 giugno 1988    |
| 2055 | La ragazza caduta dal cielo        | Ruth Rendell                       | Murder Being Done Once                   | 19 giugno 1988    |
| 2056 | Una morte inutile                  | Giorgio Bert                       |                                          | 26 giugno 1988    |
| 2057 | Wycliffe e il testamento chiave    | W.J. Burley                        | Wycliffe and the Winsor Blue             | 3 luglio 1988     |
| 2058 | Pallidi re e principi              | Robert B. Parker                   | Pale Kings and Princes                   | 10 luglio 1988    |
| 2059 | Vieni che ti ammazziamo            | Elizabeth Ferrars                  | Come and Be Killed                       | 17 luglio 1988    |
| 2060 | Oro selvaggio                      | Ted Wood                           | Fool's Gold                              | 24 luglio 1988    |
| 2061 | Vittime dell'odio                  | B. M. Gill                         | Victims                                  | 31 luglio 1988    |
| 2062 | Brutti scherzi per l'87º Distretto | Ed McBain                          | Tricks                                   | 7 agosto 1988     |
| 2063 | Nero & Archie docenti in delitto   | Robert Goldsborough                | The Bloodied Ivy                         | 14 agosto 1988    |
| 2064 | Camera con morto                   | Herbert Resnicow                   | The Dead Room                            | 21 agosto 1988    |
| 2065 | Il gioco del riscatto              | Howard Engel                       | The Ransom Game                          | 28 agosto 1988    |
| 2066 | Niente fiori                       | June Thomson                       | No Flowers, By Request                   | 4 settembre 1988  |
| 2067 | Gatta randagia                     | Don Matheson                       | Stray Cat                                | 11 settembre 1988 |
| 2068 | Legami di sangue                   | Isobel Lambot                      | Blood Ties                               | 18 settembre 1988 |
| 2069 | Sabato notte si spara              | Bill Crider                        | Shotgun Saturday Night                   | 25 settembre 1988 |
| 2070 | Crimine da ricordare               | Jeffrey Ashford                    | A Crime Remembered                       | 2 ottobre 1988    |
| 2071 | Una canzone per morire             | Joyce H. & John William Corrington | A Project Named Desire                   | 9 ottobre 1988    |
| 2072 | Whisky e smeraldi                  | Mignon G. Eberhart                 | Three Days for Emeralds                  | 16 ottobre 1988   |
| 2073 | Sul filo del sogno                 | B. M. Gill                         | Dying to Meet You                        | 23 ottobre 1988   |
| 2074 | I centauri della notte             | Ted Wood                           | Corkscrew                                | 30 ottobre 1988   |
| 2075 | Un caso non concluso               | Leo Bruce                          | Case With No Conclusion                  | 6 novembre 1988   |
| 2076 | L'ultimo bianco a Panama           | William Gough                      | The Last White Man in Panama             | 13 novembre 1988  |
| 2077 | Piuttosto, la morte                | John Penn                          | Accident Prone                           | 20 novembre 1988  |
| 2078 | Scritto col sangue                 | Les Roberts                        | An Infinite Number of Monkeys            | 27 novembre 1988  |
| 2079 | Il guaio con Stephanie             | Joseph Louis                       | The Trouble With Stephanie               | 4 dicembre 1988   |
| 2080 | Il segreto sepolto                 | Rick Boyer                         | The Penny Ferry                          | 11 dicembre 1988  |
| 2081 | Morte in Paradise                  | Susan Dunlap                       | A Dinner to Die For                      | 18 dicembre 1988  |
| 2082 | La gatta con gli stivali           | Ed McBain                          | Puss in Boots                            | 25 dicembre 1988  |
| 2083 | Siesta di sangue                   | Patrice Chaplin                    | Siesta                                   | 1º gennaio 1989   |
| 2084 | Vent'anni di vendetta              | Loren D. Estleman                  | Downriver                                | 8 gennaio 1989    |
| 2085 | Criminali non si nasce             | Max Allan Collins                  | Spree                                    | 15 gennaio 1989   |
| 2086 | Morte sospetta                     | Dorothy Simpson                    | Suspicious Death                         | 22 gennaio 1989   |
| 2087 | Profumo di morte                   | Neville Steed                      | Die-Cast                                 | 29 gennaio 1989   |
| 2088 | Silenzio di piombo                 | Joseph Hansen                      | The Little Dog Laughed                   | 5 febbraio 1989   |
| 2089 | La donna velata                    | Ruth Rendell                       | The Veiled One                           | 12 febbraio 1989  |
| 2090 | Causa ed effetto                   | Ralph McInerny                     | Cause and Effect                         | 19 febbraio 1989  |
| 2091 | Pensa in fretta, Toby              | Stuart M. Kaminsky                 | Think Fast, Mr. Peters                   | 26 febbraio 1989  |
| 2092 | Finché odio ci separi              | Joyce H. & John William Corrington | A Civil Death                            | 5 marzo 1989      |
| 2093 | Morte di un Nobel                  | Dorothy Sucher                     | Dead Men Don't Give Seminars             | 12 marzo 1989     |
| 2094 | A colpi di balestra                | Clare Curzon                       | Shot Bolt                                | 19 marzo 1989     |
| 2095 | Una vita stroncata in due          | Robert Campbell                    | Plugged Nickel                           | 26 marzo 1989     |
| 2096 | Una mano dall'ombra                | Margaret Yorke                     | The Hand of Death                        | 2 aprile 1989     |
| 2097 | Ragnatele d'inganni                | Caroline Graham                    | The Killings at Badger's Drift           | 9 aprile 1989     |
| 2098 | Una città chiamata Luglio          | Howard Engel                       | A City Called July                       | 16 aprile 1989    |
| 2099 | Un omicidio V.I.P.                 | Rex Burns                          | The Killing Zone                         | 23 aprile 1989    |
| 2100 | Alle soglie della morte            | Robert Barnard                     | At Death's Door                          | 30 aprile 1989    |

|  | I 100 successivi: Il Giallo Mondadori dal 2101 al 2200 |